# Kasimov
Kasimov [kasímov] (rusko Каси́мов, tatarsko Касыйм, Qasím, zgodovinsko Xankirmän, Gorodec Meščorski (Городец Мещёрский), do 1471 Novi Nizovoj Gorod (Новый Низовой Город)) je mesto v Rusiji v Rjazanski oblasti, upravno središče Kasimovskega rajona. Leži na levem bregu reke Oke. Leta 2010 je imelo 33.357 prebivalcev.
Prvo znano prebivalstvo tega območja je bilo finsko pleme Meščjori, ki so ga kasneje asimilirali Rusi in Tatari.
Mesto je kot Gorodec Meščorski leta 1152 ustanovil Jurij Dolgoroki, knez Vladimiro-Suzdalska kneževina kneževine.